# 林火旺 (宜蘭)
林火旺（？—1900年3月22日），臺灣林尾庄（今宜蘭縣礁溪鄉林美村）人，臺灣日治時期抗日領袖。

## 生平
林火旺為林尾庄人，《臺灣匪魁略歷》稱其：
勇敢剛愎，不懼權貴、輕政令，專喜任俠交游，扶弱凌強，散財結義，里中無賴多居其下，於是屢恃勢勒索富戶，攘亂鄉約，為良民所畏怖。
臺灣清治時期曾進入陳輝煌營下擔任頭目，該營遭裁撤後四處漂泊、日夜「以博弈鬥爭為事」。
臺灣日治時期在北勢溪上游以及宜蘭北部山區從事抗日活動，1896年之前為李阿成之部下，後投靠林李成。林李成在1896年農曆八月至次年三月間前往廈門，期間將部屬交由林火旺管理。為使林火旺歸順政府，時任臺灣總督府民政長官後藤新平親自與林李成親屬會面，告知日方欲招降抗日武裝勢力，希望透過林李成親屬向北臺灣抗日軍隊表達「既往不咎」的招撫政策。1898年7月12日，林火旺歸順日本政府，同月28日在礁溪屯所公園（今礁溪協天廟西方楓樹林）舉行歸順儀式，大約有三百人前來參加。
林火旺歸順後，擔任建造橋樑、道路的小包商，日方將其槍械收繳整編，之後派其修築北宜公路小金面山至坪林路段，1898年10月動工，翌年5月竣工。為紀念修路工人，時任宜蘭廳長西鄉菊次郎在1900年2月11日於今北宜公路縣界公園亭設立「湖底嶺開路碑」，表彰開路功績。1900年林火旺部下施矮九帶刀在街上走動，與日警爆發衝突，之後遭逮捕，林火旺在押解途中劫人，日方因此認定其有反抗之心，林火旺逃到文山堡九芎根、姑婆寮山中，日方派遣憲兵、警察以及守備隊入山搜索。最後因有人密告日方而被逮捕，1900年3月22日林火旺遭處決，此後宜蘭地區再無大型武裝抗日活動。